# José Rezende
José Rezende Júnior (Aimorés, 1959) é um jornalista e escritor brasileiro. 
Foi repórter especial do Jornal do Brasil, IstoÉ, O Globo e Correio Braziliense. Estreou na literatura com a coletânea de contos A mulher-gorila e outros demônios.

## Obras
- 2005 - A mulher-gorila e outros demônios - 7 Letras
- 2009 - Eu perguntei pro velho se ele queria morrer (e outras histórias de amor) - 7 Letras
- 2011 - estórias mínimas - 7 Letras
- 2016 - Os vivos e os mortos - 7 Letras